# Anton Heiberg
Anton Wilhelm Scheel Heiberg (Oslo, 26 de marzo de 1878 - 11 de septiembre de 1947) fue un director de escena y director teatral noruego.

## Estudios
Heiberg estudió derecho a partir de 1896, completando la segunda sección dos años después y trabajando durante cuatro años en despachos de abogados en Kristiania. Obtuvo su título en derecho en 1902.

## Carrera
Desde 1903, fue director de escena en el Teatro nacional y viajó con una beca de estudio a teatros en Europa. El 8 de febrero de 1905 se convirtió en director de Den Nationale Scene, cargo que ocupó durante un par de años. Luego dirigió el Teatro Tivoli en Oslo desde 1912 hasta su cierre en 1914. En 1915 fue contratado como director de escena y asesor artístico en Det Norske Teatret. Entre 1916 y 1917 fue director artístico y director de escena en el mismo teatro. En mayo de 1922, inauguró el Friluftsteatret en el Museo del Pueblo Noruego, que dirigió durante muchos años. Heiberg fue director de escena en El Teatro Central de 1928 a 1931. En 1931, asumió la dirección del Teatro Carl Johan junto con Thorleif Reiss, y desde 1933 también con Per Aabel. Dirigió algunas de las obras, como Loppen i øret, y en 1943 asumió el cargo de director teatral después de Ellen Isefiær. Heiberg solicitó el puesto de director del Teatro nacional en 1927 y en 1934.

## Familia
Anton era hijo de Edvard Omsen Heiberg (1829-1884) y Wilhelmine Augusta Rode (1836-1917). Su padre fue stiftoverrettsassessor. Tuvo tres hermanos conocidos. El mayor fue el escritor Gunnar Heiberg (1857-1929). El siguiente fue el concejal de Oslo Jacob Vilhelm Rode Heiberg (1860-1946), que fue padre del director y crítico teatral Hans Heiberg (1904-1978). El tercer hermano fue el médico Inge Heiberg (1861-1920). El primo y tocayo de Anton, Anton Wilhelm Scheel Heiberg (1868-1947), fue padre del abogado Jens Gerhard Holmboe Heiberg (1903-1989), quien fue padre del empresario Gerhard Heiberg (nacido en 1939).